# سیارک ۲۶۹۸۴
سیارک ۲۶۹۸۴ (به انگلیسی: 26984 Fernand-Roland، نامگذاری:1997VV) بیست و شش هزار و نهصد و هشتاد و چهارمین سیارک کشف شده‌است که در ۱ نوامبر ۱۹۹۷ کشف شد.